# Course en ligne féminine des juniors aux championnats du monde de cyclisme sur route 2012
Navigation
2011 2013
La course en ligne féminine des juniors aux championnats du monde de cyclisme sur route 2012 a lieu le 21 septembre 2012 dans la  province de Limbourg aux Pays-Bas. La Britannique Lucy Garner, championne du monde et d'Europe en titre, s'impose au sprint.

## Participation
L'épreuve est réservée aux coureuses nées en 1994 et 1995. Toutes les fédérations nationales peuvent engager 4 coureuses au départ de la course. La championne du monde et les championnes continentales en titre peuvent être alignées en supplément de ce quota. Ainsi, la Grande-Bretagne et l'Australie alignent cinq coureuses, avec respectivement la championne du monde et championne d'Europe en titre Lucy Garner, et la championne d'Océanie Emily Roper.

## Prix
3 450 euros sont distribués à l'occasion de cette épreuve : 1 533 euros à la première, 1 150 à la deuxième et 767 à la troisième.

## Parcours
Cette épreuve emprunte le même circuit de 16,1 km que les courses en ligne des autres catégories. Les coureuses effectuent cinq tours de ce circuit, soit une distance de 80,5 km. Le circuit comprend deux côtes : le Bemelerberg (nl) (900 mètres à 5 %) et le Cauberg (1 200 mètres à 5,8 %). L'arrivée et le départ sont situés à Fauquemont, après le sommet du Cauberg, lieu d'arrivée de l'Amstel Gold Race.

## Classement
|                                    | Coureur                  | Pays             |    | Temps           |
| ---------------------------------- | ------------------------ | ---------------- | -- | --------------- |
| Médaille d'or, Coupe du Monde      | Lucy Garner              | Royaume-Uni      | en | 2 h 11 min 26 s |
| Médaille d'argent, Coupe du Monde  | Eline Brustad            | Norvège          | +  | m.t             |
| Médaille de bronze, Coupe du Monde | Anna Zita Maria Stricker | Italie           |    | m.t             |
| 4                                  | Sophie Williamson        | Nouvelle-Zélande |    | m.t             |
| 5                                  | Jessy Druyts             | Belgique         |    | m.t             |
| 6                                  | Rasa Pocytė              | Lituanie         |    | m.t             |
| 7                                  | Sheyla Gutiérrez         | Espagne          |    | m.t             |
| 8                                  | Cecilie Uttrup Ludwig    | Danemark         |    | m.t             |
| 9                                  | Emily Roper              | Australie        |    | m.t             |
| 10                                 | Alicja Ratajczak         | Pologne          |    | m.t             |